# 源鎮
源 鎮（みなもと の しずむ）は、平安時代初期の貴族。嵯峨天皇の皇子。官位は従四位上。

## 経歴
承和2年（835年）無位から従四位上に直叙される。承和4年（837年）神護寺にて出家して真済の弟子となり、白雲禅師と号した。宮中でこの出家を聞いたものは、涙を流したという。

## 系譜
- 父：嵯峨天皇
- 母：百済王慶命[3] - 女御、百済王教俊の娘